# جولبان إلهان
جولبان إلهان (بالتركية: Çolpan İlhan)‏ هي ممثلة تركية ولدت في يوم 8 أغسطس 1936 في إزمير. بدأت التمثيل في سنة 1957 واعتزلت التمثيل في سنة 2007. مثلت في أكثر من 300 فيلم ومسرحية وفازت بعدة جوائز. تزوجت من الممثل صدري عليشيك وأنجبت منه ابنها الوحيد كرم عليشيك. توفيت في يوم 25 يوليو 2014.